# ウィグワム作戦
座標: 北緯28度44分0秒 西経126度16分0秒 / 北緯28.73333度 西経126.26667度

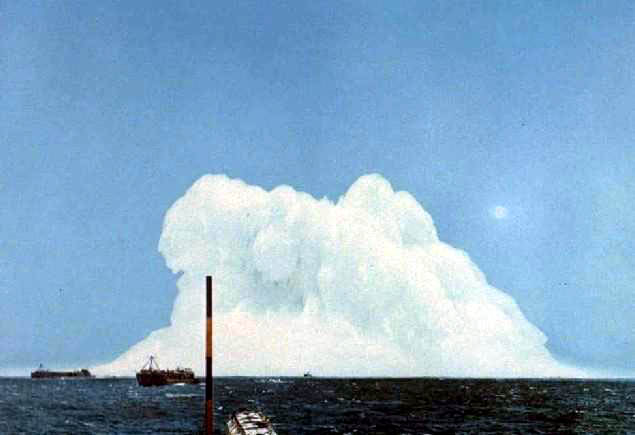
ウィグワム作戦

ウィグワム作戦（ウィグワムさくせん、Operation Wigwam）とは、1955年にアメリカ合衆国が行った核実験のこと。
この実験は、1946年夏のクロスロード作戦で中止されたチャーリー（Charlie）実験に替わる水中核実験として実行された。1955年5月14日、カリフォルニア州サンディエゴの南西500マイルの海域で実施された本実験の目的は、潜水艦に対する核兵器の威力、つまり核爆雷としての核兵器の実効性を検証することにあった。なお、本実験の参加規模は人員6800名、艦艇30隻である。
実験に使用された核爆雷はMk-90B7「ベティ（Betty）」である。Mk-90は艀からケーブルによって水深2000フィート（およそ600メートル）に吊り下げられた。起爆実験では、カメラや測定機器を搭載したSquawsと名付けられた3隻の小型無人潜水艇を用いて各種データを採取した。本作戦の実施にあたって特に問題は生じず、発生した放射能もごく軽微であった。
| 実験名              | 日時 (GMT)         | 核出力     | 場所                      |
| ------------------- | ------------------ | ---------- | ------------------------- |
| ウィグワム (Wigwam) | 1955年5月14日13:45 | 30キロトン | サンディエゴ南西500マイル |